# 上海愚园路历史名人墙
愚园路历史名人墙是中華人民共和國上海市长宁区愚园路1065号的一個開放空間，建于2015年9月，2018年由创邑公司用红陶土材质改造，内有复古电话、可听卖报声、电车叮当声等
。2018年，名人墙新增44位名人的生平简介。